# Stanisław Gąsienica-Kaspruś
Stanisław Gąsienica-Kaspruś (ur. 11 stycznia 1932 w Zakopanem, zm. 19 maja 2024 w Zakopanem) – zakopiańczyk, góral, przewodnik tatrzański, ratownik Tatrzańskiego Ochotniczego Pogotowia Ratunkowego, instruktor narciarstwa PZN, prelegent, członek Związku Podhalan.

## Dzieciństwo i młodość
Urodził się 11 stycznia 1932 roku w góralskiej rodzinie w Zakopanem. Jego rodzicami byli Władysław Gąsienica-Kaspruś i Maria Gąsienica-Kaspruś (z d. Walczak-Wójciak). Ojciec Władysław przez większość życia był przewodnikiem tatrzańskim, matka natomiast zajmowała się gospodarstwem. Stanisław miał troje rodzeństwa: Antoninę, Andrzeja i Barbarę. Mieszkali w drewnianym domu przy ulicy Kasprusie.
Stanisława od najmłodszych lat pasjonowało narciarstwo. Ojciec zrobił dla niego jesionowe narty, które razem wyginali nad parą. To właśnie na nich rozpoczął swoją przygodę z tym sportem, ucząc się najpierw na zakopiańskich Lipkach.
W młodości występował w zespole góralskim z rodziną Michalików. Grał na basach, czasem na kontrabasie. Grywali na regionalnych weselach i zabawach tanecznych w zakopiańskich lokalach, między innymi na Kasprowym Wierchu czy w kawiarni Roma u wylotu Doliny Strążyskiej.
Po II wojnie światowej Stanisław ukończył Zawodową Szkołę Handlową. Mieściła się ona w „Szarotce” przy ulicy Nowotarskiej w Zakopanem.
W wieku 18 lat zachorował na grypę, której nie potrafiono zaradzić. Kiedy już nie mógł chodzić, trafił do szpitala. Okazało się tam, że Stanisław jest dotknięty poważną chorobą: wysiękowym zapaleniem osierdzia serca. Lekarze mówili, że o chodzeniu po górach i jeździe na nartach powinien zapomnieć na zawsze. Długo leczył się w Zakopanem i Krakowie, groziła mu operacja serca. Wtedy matka, Maria Gąsienica-Kaspruś, wypisała Stanisława ze szpitala i rozpoczęła kurację ziołową. Po kilku miesiącach zaczął wracać do zdrowia. Ostatecznie choroba całkowicie ustąpiła.
Stanisław ożenił się 15 października 1966 r. z Anną Buczek. Z tego małżeństwa urodziła się jedna córka – Renata.

## Praca przewodnicka i ratownictwo
Z początkiem lat 50. Stanisław podjął pracę w Zakopiańskiej Wytwórni Nart, a następnie w prowadzonej przez Ryszarda Wawrę straży narciarskiej na Kasprowym Wierchu. Pełnił dyżury także na Gubałówce, Kalatówkach czy Hali Gąsienicowej. 11 marca 1955 złożył przyrzeczenie ratownika TOPR. W 1956 roku odbył szkolenie teoretyczno-skałkowe Oddziałowej Sekcji Alpinizmu PTTK w Zakopanem, które prowadzili dr Jerzy Hajdukiewicz i Eugeniusz Strzeboński.
Jako ratownik prowadził wczasy wędrowne w Tatrach razem z Mieczysławem Górką. Przechodzili z turystami wiele szlaków, wędrowali od schroniska do schroniska, nocując w każdej dolinie po kilka dni. Właśnie wtedy jego ojciec chrzestny i poeta ludowy, Jan Fedro, oraz znany instruktor przewodnictwa, Kazimierz Dziób, namówili go do złożenia egzaminów przewodnickich. W 1956 roku zdał egzamin przewodnicki i uzyskał uprawnienia Przewodnika Tatrzańskiego (III klasy) oraz odznakę przewodnicką nr 28.
W 1960 roku rozpoczął pracę w Wojskowym Domu Wypoczynkowym w Kościelisku. Na początku każdego turnusu wypoczynkowego zapraszał wczasowiczów na pokaz kolorowych przeźroczy, na których utrwalił piękno Tatr. Opowiadał o miejscach, w które później zabierał turystów na górskie wycieczki.
Jako etatowy przewodnik przepracował w WDW 35 lat i w 1995 roku przeszedł na emeryturę. W 1998 r. otrzymał dyplom za pełną oddania pracę zawodową w tym ośrodku.
Równocześnie, obok pracy w WDW, działał w Kole Przewodników Tatrzańskich i od 1959 r. był członkiem Związku Podhalan. W dniach wolnych od pracy oprowadzał wycieczki na zlecenie Biura Turystycznego PTTK, a w sezonie zimowym szkolił adeptów narciarstwa.

## Działalność instruktorska
W 1958 roku Stanisław uzyskał uprawnienia instruktora narciarskiego PZN (nr legitymacji 109). Jako instruktor wyszkolił w jeździe na nartach kilka pokoleń narciarzy; między innymi pracowników i studentów Politechniki Krakowskiej.

## Osiągnięcia narciarskie
Stanisław nauczał jazdy na nartach, i równocześnie sam aktywnie brał udział w zawodach. Przez kilka lat trenował narciarstwo alpejskie i był zawodnikiem SNPTT. Wiele razy zajmował dobre miejsca w slalomie specjalnym organizowanym przez SNPTT.
Za swój największy sukces uważał kilkakrotne zwycięstwo w swojej kategorii w Narciarskich Ogólnopolskich Zawodach Instruktorów oraz 1 miejsce w Ogólnopolskich Zawodach Ratowników Górskich w 1973 r. w grupie ratowników-ochotników, które zajął wspólnie ze Stanisławem Grandysem.

## Piękno Tatr na ekranie
Od 1960 roku wielką pasją Stanisława była fotografia. Od tamtego czasu wykonywał i kolekcjonował kolejne tatrzańskie fotografie. Utrwalał je na przeźroczach i gromadził w swoim archiwum. Obejmowały one tatrzański krajobraz, zabytki Podtatrza, wyjątkowe wydarzenia czy festiwale. Pośród setek zdjęć wybrał około 300 najlepszych, w których przedstawił przyrodę, kulturę i piękno Skalnego Podhala.
Stanisław jako jeden z pierwszych przewodników tatrzańskich zdobył uprawnienia prelegenta PTTK. Przez wiele lat prowadził prelekcje w domach wczasowych na Podhalu dla młodzieży, wczasowiczów i grup zagranicznych. W trakcie pokazu wyświetlał wykonane przez siebie kolorowe przeźrocza, uzupełniając je o przewodnicki komentarz. Pierwsza prelekcja była zatytułowana: „Urzekające piękno Tatr”, później przybywały też inne tematy, jak np.: „Reminiscencje Jesieni Tatrzańskiej” o zespołach festiwalowych.
W latach działalności był (obok Mieczysława Górki i Krystyny Sałygi-Dąbkowskiej) najczęściej zapraszanym prelegentem do pensjonatów, hoteli i domów wczasowych. Spotkania te pozwalały poszerzyć wiedzę, pokazywały piękno Podhala i wśród wielu słuchaczy wzbudzały miłość do Tatr i zimowej stolicy Polski, zachęcając do ich poznawania, a turystów – do powrotu w ten górski region.
Wiele wykonanych przez Stanisława fotografii ma wartość historyczną. W 2022 roku oddał kilkaset przeźroczy do zbiorów Muzeum Tatrzańskiego w Zakopanem.

## Ostatnie lata życia
Stanisław przez kilkadziesiąt lat pracował i odpoczywał w górach, ciesząc się nimi na co dzień. Wychował się pod Tatrami i związał z nimi całe swoje życie. Po zakończeniu pracy bywał jeszcze na spotkaniach autorskich, gdzie prezentował fotografie. Należał także do Klubu Seniora TOPR. 
Przez ostatnie lata życia nie prowadził już wycieczek, ale cieszyło go, że tak wiele osób, którym pokazywał piękno Tatr i przekazywał swoją wiedzę (68-letni staż przewodnicki), zainteresowało się regionem Podhala. 
Stanisław zmarł w Szpitalu Powiatowym w Zakopanem dnia 19 maja 2024 r., przeżywszy 92 lata. Pogrzeb odbył się 23 maja 2024 r. na Nowym Cmentarzu w Zakopanem. Mszę Świętą oraz ceremonię pogrzebu odprawił proboszcz Parafii Świętego Krzyża w Zakopanem, ksiądz Mariusz Dziuba. Podczas ceremonii życiorys i ostatnie słowo wygłosił Apoloniusz Rajwa, wieloletni przyjaciel Stanisława i przewodnik tatrzański. Obecni byli również inni przewodnicy, ratownicy TOPR i członkowie Związku Podhalan.

## Odznaczenia
Za wieloletnią działalność przewodnicką, instruktorską i ratowniczą Stanisław Gąsienica-Kaspruś otrzymał różne odznaczenia. Wśród ważniejszych z nich warto wymienić:
- Złoty Krzyż Zasługi - otrzymany 06.11.2000 r. z okazji 125-lecia Przewodnictwa Tatrzańskiego, otrzymany od Prezydenta RP Aleksandra Kwaśniewskiego[11]
- Złota Honorowa Odznaka PTTK – otrzymana 31.01.2019 r.[12]
- Zasłużony Przewodnik PTTK – otrzymana 19.06.1995 r.[13]
- Srebrna Honorowa Odznaka PTTK – otrzymana 26.09.1975 r.[12]
- Złota Odznaka za zasługi dla Zakopanego – otrzymana 02.07.1987 r.[1]